# Julius Emrich
Julius Emrich (* 20. September 1985 in Lahr) ist ein deutscher ehemaliger Handballspieler.
Emrich ist in Schwanau aufgewachsen. Er ist der Sohn von Armin Emrich, einem ehemaligen Handballnationalspieler und bekannten Handballtrainer und -funktionär.
Der Kreisläufer begann im Alter von sechs Jahren beim HTV Meißenheim. Dann spielte er beim TuS Schutterwald, in der zweiten Mannschaft des TV Willstätt, beim TV Bittenfeld, bei den Stuttgarter Kickers und bis 2012 in der 2. Handball-Bundesliga beim TV 1893 Neuhausen aktiv. Seit dem Sommer 2012 spielte Emrich beim Schweizer NLA-Verein Kadetten Schaffhausen. Mit Schaffhausen gewann er 2014 die Meisterschaft sowie den SHV-Cup. Anschließend wechselte er zum deutschen Bundesliga-Aufsteiger SG BBM Bietigheim. Ein Jahr später trat er mit der SG BBM den Gang in die Zweitklassigkeit an. Ab dem Sommer 2017 lief er für den SV Kornwestheim auf. Dort beendete er 2019 seine Karriere.
Mit der A-Jugend des TuS Schutterwald wurde er Deutscher Vize-Meister 2002. Mit der Hochschulmannschaft der Universität Stuttgart wurde er 2007 Deutscher Hochschulmeister.
2006 wurde Emrich für besondere Verdienste um den Sport mit der Sportverdienstplakette der Stadt Waiblingen ausgezeichnet.
Emrich ist Diplom-Ingenieur für Fahrzeugtechnik, verheiratet und zweifacher Vater.